# Zainab Johnson

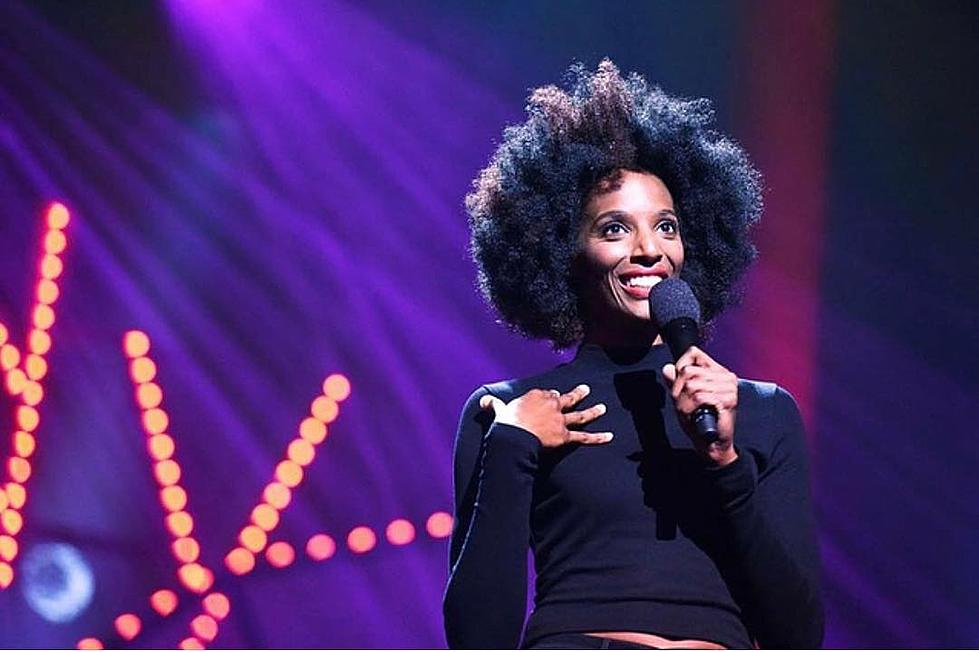
Zainab Johnson, 2018

Zainab Johnson (* 22. März, Jahr unbekannt, in New York) ist eine US-amerikanische Stand-up-Comedienne und Filmschauspielerin.

## Leben
Johnson wurde in eine kinderreiche religiös-muslimische Familie geboren. Sie wuchs im New Yorker Stadtteil Harlem auf und studierte Mathematik mit dem Ziel, Lehrerin zu werden. Nach ihrem Bachelorabschluss in Mathematik zog sie nach Los Angeles. Dort nahm sie einen Job als Assistentin eines Produzenten für Comedyshows. Nachdem sie bemerkt hatte, dass nur wenige der Comedians weiblich waren, wollte sie sich selbst auf der Bühne versuchen. Im Jahr 2014 war sie Teilnehmerin der achten Staffel der NBC-Reality-Show Last Comic Standing und schied im Halbfinale aus. In der Webserie Avant-Guardians spielte sie 2016 eine Hauptrolle. 2018 trat sie mit Dulcé Sloan auf dem Melbourne International Comedy Festival mit ihrem Programm Headliners auf. 2020 war sie Moderatorin der Netflixshow 100 Leute – Fragen des Lebens beantwortet. Von 2020 bis 2023 war Johnson Darstellerin in Upload, eine Sci-fi-Serie produziert im Auftrag von Prime Video. Ihr Comedy-Programm Hijabs Off wurde 2023 als Amazon Original veröffentlicht.

## Filmografie (Auswahl)
- 2010: 1000 Ways to Lie
- 2011: Lbs (Fernsehserie, Folge 1.05)
- 2012: Private Practice (Fernsehserie, Folge 5.18)
- 2014: Cuffing Season
- 2017: Get Your Life (Fernsehserie, Folge 2.05)
- 2017: American Koko (Fernsehserie, Folgen 2.01, 2.02 und 2.04)
- 2017: Avanat-Guardians (Webserie, sieben Folgen)
- seit 2020: Upload (Fernsehserie, 25 Folgen)

## Auszeichnungen (Auswahl)
- 2014: New Faces of Comedy Award, Montreal Just For Laughs Festival[9]